# 棕鳞肋毛蕨
棕鳞肋毛蕨（学名：Ctenitis pseudorhodolepis）为叉蕨科肋毛蕨属下的一个种。

## 扩展阅读
維基物種上的相關：棕鳞肋毛蕨